# Madge Kendal

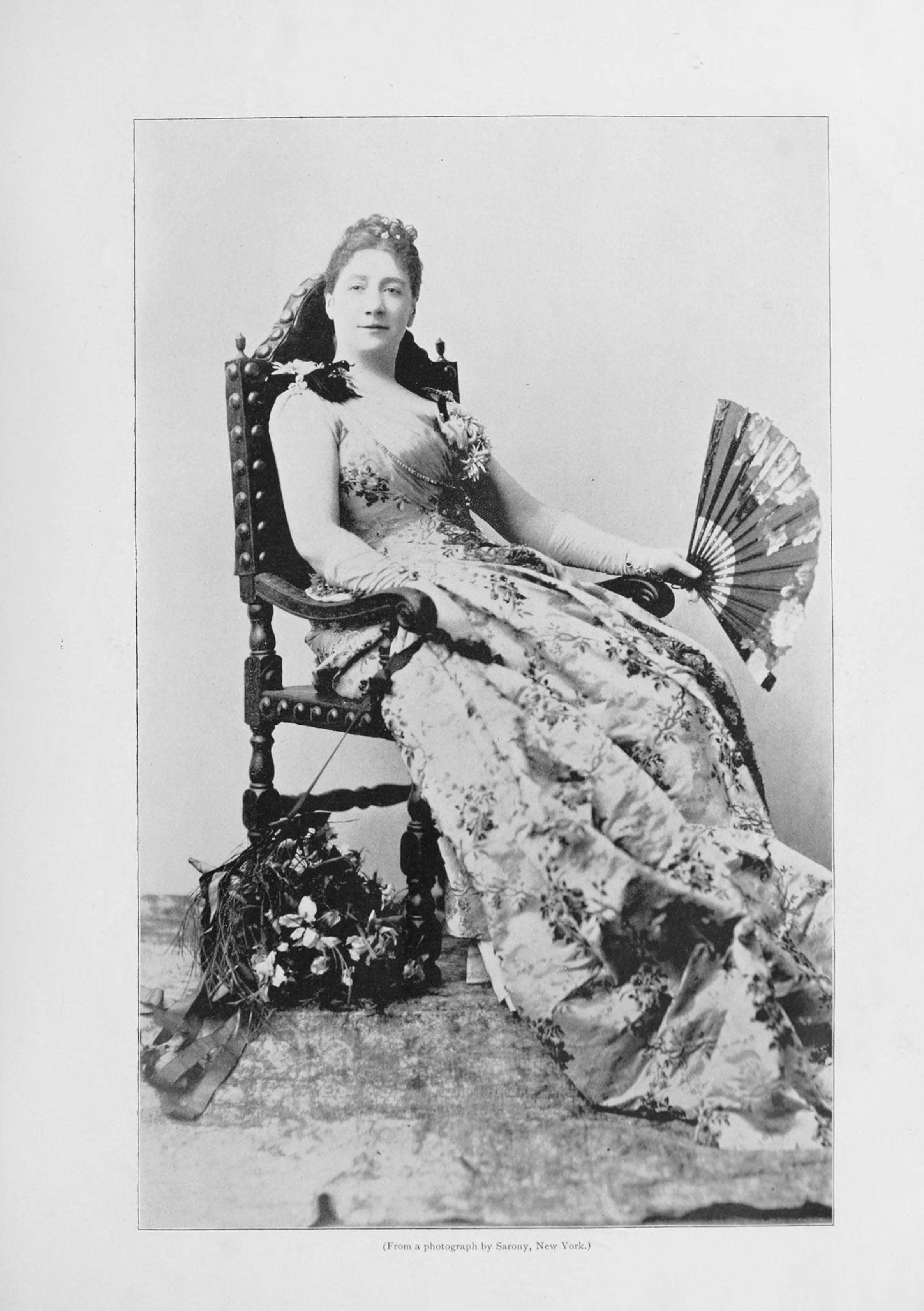
Madge Kendal, wohl in den frühen 1890er Jahren

Dame Madge Kendal GBE (* 15. März 1848 in Grimsby; † 19. September 1935 in Chorleywood, Hertfordshire), eigentlich Margaret Shafto Robertson, verheiratete Margaret Shafto Grimston, war eine britische Theaterschauspielerin, die zu den bekanntesten Vertreterinnen ihres Faches im Großbritannien des viktorianischen Zeitalters gezählt wird.

## Leben
Madge Robertson wurde 1848 in Grimsby als jüngstes Kind des Schauspielers und Impresiaros William Shaftoe Robertson († 1872) und der niederländischstämmigen Schauspielerin Margharetta Elisabetta Robertson, geb. Marinus, († 1876) geboren. Unter ihren angeblich 21 älteren Geschwistern ist der Dramatiker Thomas William Robertson (1829–1871). Schon als kleines Kind als Statistin auf den Bühnen aktiv, hatte sie ihre ersten Sprachauftritte im Februar 1854 im Londoner Marylebone Theatre, das damals ihr Vater gemeinsam mit James William Wallack gepachtet hatte. Ein Jahr später wechselte die gesamte Familie Robertson nach Bristol, wo sie sich in die Dienste von J. H. Chute stellten. In einer Inszenierung von Harriet Beecher Stowes Onkel Toms Hütte konnte Robertson dort als Eva ihr Gesangstalent unter Beweis stellen, das sie in den folgenden Jahren aber durch eine Diphtherie und die Entfernung der Mandeln nur bedingt weiterentwickeln konnte. In den nächsten Jahren entwickelte sie in Bristol ihr schauspielerisches Vermögen unter Aufsicht ihres Vaters weiter. 1863 wurde sie von J. H. Chute für die Premiere von William Shakespeares Ein Sommernachtstraum im von Chute neu eröffneten Bath Theatre in Bath verpflichtet; in einer Nebenrolle trat sie neben der jungen Ellen Terry als Titania und Kate Terry als Oberon auf.
1865 debütierte Robertson als erwachsene Schauspielerin im Londoner Haymarket Theatre und feierte Erfolge in mehreren Shakespeare-Inszenierungen: als Ophelia in Hamlet, Blanche in König Johann und Desdemona in Othello. Danach nahm sie mehrere Rollen an Provinztheatern an und spielte auf Einladung von Samuel Phelps die Rolle der Lady Teazle in einer Inszenierung von Richard Brinsley Sheridans The School for Scandal am Standard Theatre in Shoreditch. Einige Zeit später trat sie der Theaterkompanie von John Baldwin Buckstone ein und ging mit dieser zunächst auf Tour durch England, bevor man ein dauerhaftes Gastspiel am Londoner Haymarket Theatre begann. Dort feierte sie in diversen Hauptrollen viele Erfolge, unter anderem als Rosalind in Shakespeares Wie es euch gefällt (1871). Zwischenzeitlich hatte sie 1869 ihren Schauspielkollegen William Hunter Grimston (1843–1917) geheiratet, der ebenfalls in Buckstones Kompanie auftrat und auf der Bühne den Nachnamen Kendal nutzte. Fortan nahm auch Madge diesen Nachnamen in ihren Bühnennamen auf. Ihren Vater hatte das junge Paar von einer Einwilligung zur Heirat nur unter der Bedingung überzeugen können, fortan nur gemeinsam aufzutreten.
1874 verließen die Kendals Buckstones Kompanie und das Haymarket Theatre. Madge Kendal verfolgte zunächst Engagements an der Opera Comique und dem Royal Court Theatre, bevor sie an das von Effie und Squire Bancroft geleitete Prince of Wales’s Theatre wechselte. Dort übernahm sie unter anderem 1878 die Hauptrolle der Dora in einer Adaption von Victorien Sardous gleichnamigem Theaterstück. Eine Einladung der Bancrofts, die Rolle der Portia in Shakespeares Der Kaufmann von Venedig zu übernehmen, schlug sie im Sinne der Heiratsbedingung ihres Vates aus, nachdem ihr Ehemann eine Rolle in der gleichen Inszenierung abgelehnt hatte. Anstelle von Kendal übernahm Ellen Terry die Rolle. 1879 übernahmen die Kendals zusammen mit John Hare die Leitung des St James’s Theatre. Auch hier übernahm sie in den folgenden Jahren erfolgreich diverse Hauptrollen, unter anderem als Lady Verity in Arthur Wing Pineros The Squire und erneut als Rosalind in Shakespeares Wie es euch gefällt. Die Leitung des Theaters hatte das Ehepaar bis 1888 inne. In dieser Zeit gelang es ihnen, das britische Theater sozial wieder angesehener zu machen. Dieser Erfolg gipfelte 1887 in einer Einladung, vor Königin Victoria und dem britischen Hofstaat im Osborne House aufzutreten. In Anerkennung an die gezeigte Leistung schenkte ihr die Königin anschließend eine diamantene Brosche.

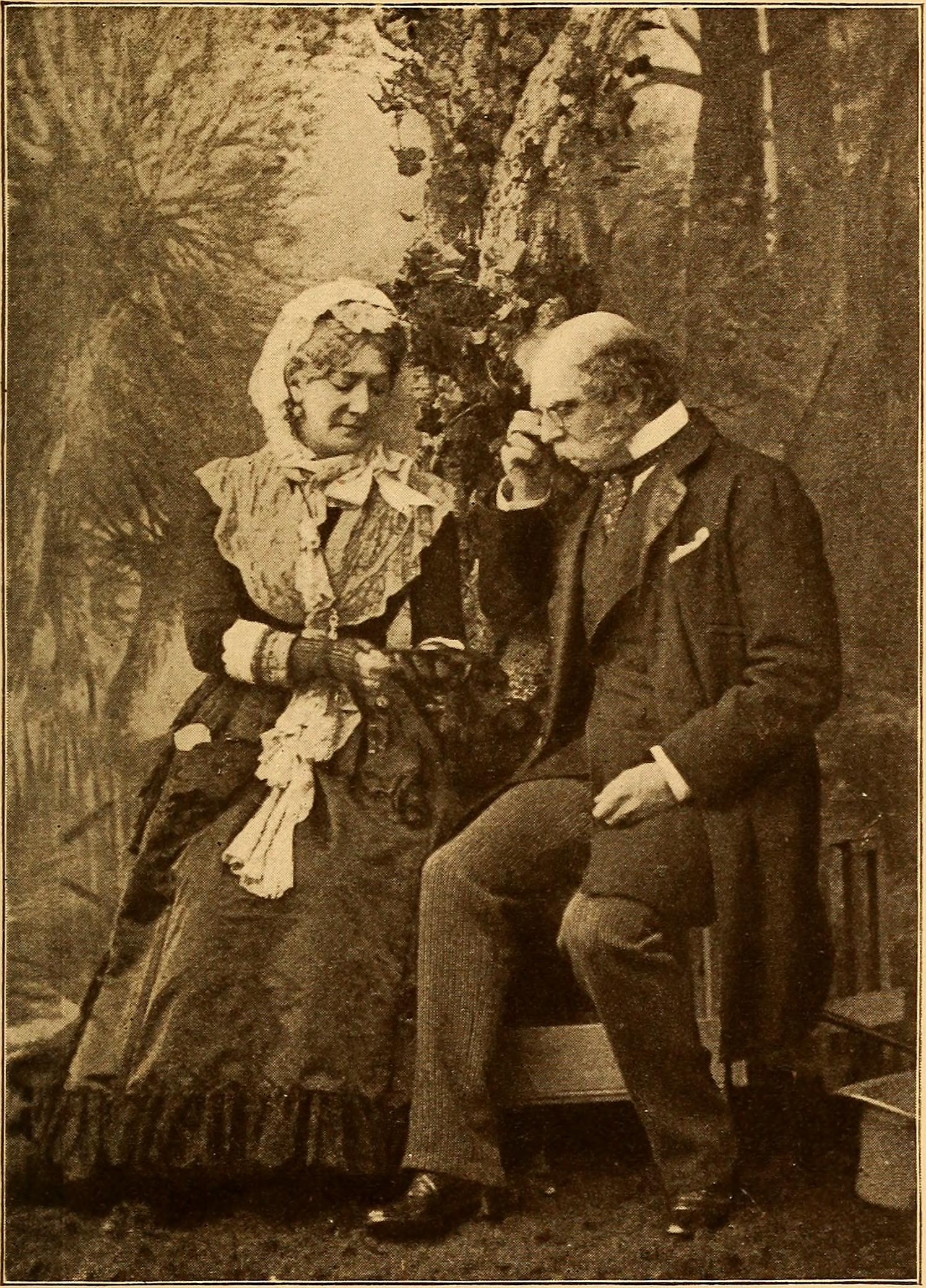
Madge und William Hunter Kendal (1906)

1889 traten die Kendals eine ausgedehnte Tournee durch die Vereinigten Staaten an, die mit einigen kurzen Unterbrechungen fast fünf Jahre andauerte. Nach der dauerhaften Rückkehr spielte Kendal wieder auf den Bühnen Londons. Zu diesem Zeitpunkt gehörte sie neben Ellen Terry zu den profiliertesten britischen Theaterschauspielerinnen. 1902 traten Kendal und Terry auf Einladung von Herbert Beerbohm Tree gemeinsam in einer Inszenierung von Shakespeares Die lustigen Weiber von Windsor am His Majesty’s Theatre auf; Kendal übernahm die Rolle der Mistress Ford und Terry jene der Misstress Page, während Tree den Falstaff mimte. Hierbei handelte es sich um einen der seltenen Auftritte Kendals ohne ihren Ehemann. Nach weiteren gemeinsamen Auftritten zogen sich die Kendals 1908 zusammen in den Ruhestand zurück. Madge kehrte einmalig aus dem Ruhestand zurück, um anlässlich der Krönung von Georg V. 1911 ein weiteres Mal die Rolle der Mistress Ford in einer Inszenierung von Shakespeares Die lustigen Weiber von Windsor zu übernehmen. Anlässlich ihres 80. Geburtstags 1928 nahm sie ferner einen Part aus Shakespeares Wie es euch gefällt für die BBC auf.
Gemeinsam mit William Hunter Kendal hatte Madge mehrere Kinder, von denen vier das Erwachsenenalter erreichten, sich jedoch von ihren Eltern entfremdeten. Den Tod ihres Ehemannes 1917 führte sie nicht zuletzt auf dieses Verhalten ihrer Kinder zurück. Stets das Ideal der viktorianischen Frau verfolgend, betätigte sie sich als Witwe philanthropisch und unterstützte unter anderem die Royal Academy of Dramatic Art und Denville Hall, eine Art Altersheim für Theaterschauspieler. Anlässlich ihres 80. Geburtstags wurde sie in einem Porträtgemälde von William Orpen verewigt. Das Gemälde ist heute in der Sammlung der Tate Gallery. 1933 veröffentlichte sie mit Unterstützung von Rudolph de Cordova unter dem Titel Dame Madge Kendal by Herself ihre Memoiren. Sie starb, noch immer entfremdet von ihren Kindern, im Alter von 87 Jahren im September 1935 auf ihrem Anwesen in Chorleywood, Hertfordshire. Sie liegt auf dem heutigen East Finchley Cemetery begraben. Durch eine Begegnung mit dem „Elefantenmenschen“ Joseph Merrick 1886 wurde Kendal Jahrzehnte nach ihrem Tod Teil von Bernard Pomerances Theaterstück The Elephant Man (1979). In der Verfilmung des Stückes aus dem Jahr 1980 wurde sie von Anne Bancroft dargestellt.

## Ehrungen
- 1926: Dame Commander des Order of the British Empire[1]
- 1927: Dame Grand Cross des Order of the British Empire[1]
- 1932: Ehrenbürgerin von Grimsby (Freedom of the City)[1]

An einem früheren Wohnort Kendals in Filey wird heute mit einer Gedenktafel an sie gedacht.

## Werke
- Dame Madge Kendal by Herself. J. Murray, London 1933.